# 河野和重
河野 和重（こうの かずしげ、1951年12月18日 - ）は神奈川県横浜市出身のプロゴルファー。

## 来歴
1967年に程ヶ谷カントリー倶楽部に入って小野光一に師事し、1975年にプロ入りを果たす。
1983年には富山県オープンでは新井規矩雄・青木基正・羽川豊・横島由一に次ぐと同時に山本善隆と並んでの5位タイに入り、かながわオープンでは最終日に69をマークし、秋富由利夫・東聡に並ぶと同時に湯原信光・矢部昭・中村忠夫・豊田明夫・中村通を抑えて河野高明の2位タイに入った。ゴルフダイジェストトーナメントでは初日を66で2位スタートし、中嶋常幸・藤木三郎・青木功・高橋五月と並んでの3位タイに入った。
かながわオープンでは1984年には尾崎将司・金井清一・稲垣太成に次ぐと同時に矢部・磯崎功・西澤浩次と並んでの4位タイ、1986年には稲垣の2位に入った。
1985年にはKSB瀬戸内海オープンでは秋富・宮本康弘・新関善美・入江勉・吉川一雄・渡辺司と並んでの6位タイに入り、ジーン・サラゼン ジュンクラシックでは最終日が豪雨で中止となり、首位タイの倉本昌弘、ペイン・スチュワート（アメリカ）と共に勝利を分けた形で優勝を飾る 。
1986年には入野太とペアを組んだアコムダブルス2位のほか、フジサンケイクラシックでは船渡川育宏・新関と並んでの9位タイ、三菱ギャラン10位、札幌とうきゅうオープンでは杉原輝雄と並んでの5位タイ、関東オープンでは岩下吉久と並んでの9位タイ、ブリヂストンオープン7位に入り、シード権獲得ランキングでは33位に入る。
1987年は関東プロで鈴木弘一・海老原清治と並んでの8位タイ、ゴルフダイジェストトーナメントではイアン・ベーカーフィンチ（オーストラリア）の2位に入る。
1988年はブリヂストンオープンで長谷川勝治・山本善・磯村芳幸・謝玉樹（中華民国）と並んでの8位タイに入り、1991年には関東PGAフィランソロピートーナメントタケダカップで優勝し 、1992年のマルマンオープンを最後にレギュラーツアーから引退。
現在はレッスンプロとして活躍中。

## 主な優勝
- 1985年 - ジーン・サラゼン ジュンクラシック
- 1988年 - 日刊スポーツオールスターチャリティ
- 1991年 - 関東PGAフィランスロピートーナメントタケダカップ